# Marie Stopes
Marie Stopes, född 15 oktober 1880 i Edinburgh, död 2 oktober 1958 i Dorking, Surrey, var en skotskfödd brittisk biolog, författare och förkämpe för familjeplanering. 
Tillsammans med sin make, H.V. Roe (1878–1949, flygplanstillverkare), grundade hon en klinik för familjeplanering i London 1921. Hon utgav en manual redan 1918, under titeln Married Love. Av tidningen The Guardians läsare utsågs hon 1999 till "årtusendets kvinna".
Utöver forskning och böcker om familjeplanering, skrev Marie Stopes även poesi och teaterpjäser.